# 氷川神社 (北本市石戸)
氷川神社（ひかわじんじゃ）は、埼玉県北本市の神社。

## 歴史
創建年代は不明である。ただ本殿の中に「寛文十三年（1673年）」と記した棟札があることから、その頃までには既に存在していたものと推測される。「楊門院」が別当寺であった。楊門院は修験道本山派の寺院であったが、明治初期の神仏分離により、廃寺に追い込まれた。旧楊門院の僧侶は還俗して当社の神職となった。
1873年（明治6年）、近代社格制度に基づく「村社」に列せられ、1917年（大正6年）の神社合祀により周辺の6社が合祀された。ただし、これは書類上（神社明細帳）のもので、その後もこれら6社は従来通りの祭祀が行われている。

## 交通アクセス
- 路線バス本町西高尾学習センター前停留所より徒歩9分。